# Cissus heteroma
Cissus heteroma là một loài thực vật hai lá mầm trong họ Nho. Loài này được Turcz. miêu tả khoa học đầu tiên năm 1863.